# 8503 Masakatsu
8503 Masakatsu è un asteroide della fascia principale. Scoperto nel 1990, presenta un'orbita caratterizzata da un semiasse maggiore pari a 2,2081120 UA e da un'eccentricità di 0,1697070, inclinata di 6,69752° rispetto all'eclittica.